# توماس وايت تورنر
توماس وايت تورنر (بالإنجليزية: Thomas Wyatt Turner)‏ هو أحيائي أمريكي، ولد في 16 مارس 1877 في هيوزفيل في الولايات المتحدة، وتوفي في 21 أبريل 1978.